# علی دیزایی

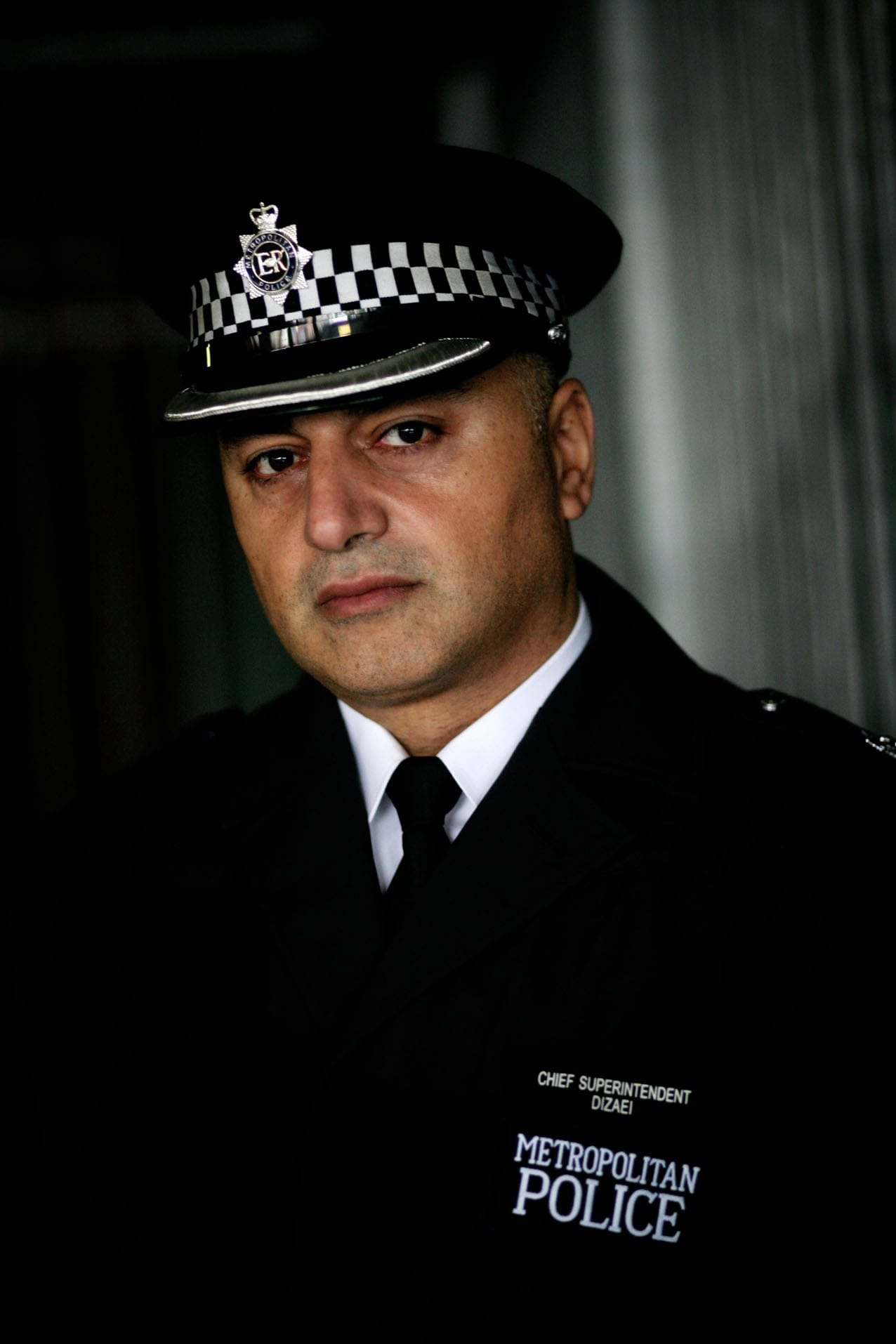
علی دیزایی

علی دیزایی(متولد ۱۳۴۱ شمسی)، در نظام آباد تهران است و در شش سالگی همراه با برادرش توسط خانواده به انگلیس جهتِ تحصیل فرستاده شدند. دیزایی فارغ‌التحصیل رشته حقوق و دارای مدرک فوق دکترا (PHD) از دانشگاه کمبریج انگلستان است.

## سوابق تحصیلی
- دیپلم عالیه ملی در رشته مدیریت بازرگانی
- مدرک لیسانس با رتبه عالی در رشته وکالت از دانشگاه سیتی لندن
- مدرک فوق لیسانس در رشته جرم‌شناسی از دانشگاه برونل لندن
- پایان‌نامه تحصیلی دکترای بین‌المللی ایشان به موزه‌ی ادبیات لندن اهدا  شد.
- مدرک فوق دکترا در رشته جرم‌شناسی، از دانشگاه کمبریج
- مدرک فوق دکترا PHD در رشته قانون و وکالت از دانشگاه کمبریج انگلستان

## سوابق شغلی
علی دیزایی در سال ۱۹۸۶ میلادی به اداره پلیس متروپلیتن (پلیس عمده ویژه شهر لندن) در انگلستان پیوست. در اداره پلیس، وی به صورت باورنکردنی بطور سریع ارتقا درجه و پیشرفت یافت  و در واقع تنها افسر مسلمان در اداره پلیس بود  که در دوره آموزشی «ارتقا شتاب مسیر ترقی» پذیرفته شد. ایشان در قسمت آگاهی (بخش سری، به عنوان بازرس ویژه) کار کرد و همچنین به مدت دو سال، به عنوان گارد محافظ ویژه برای خانواده سلطنتی بریتانیا، از جمله ملکه‌ی انگلستان خدمت  کرد.
در سال ۱۹۹۳ میلادی به درجه سروانی در شهر آکسفورد شایر ارتقا مقام یافت . عملکرد کاری و شغلی  وی به عنوان یک افسر در مقام خدمت، «استثنایی و ویژه» درجه‌بندی شد.
در سال ۱۹۹۶ میلادی به مقام سرگردی ارتقا مقام یافت و مسئولیت مبارزه با جرائم ، اختلالات اجتماعی و مبارزه ضربتی با تروریسم در شهر آکسفورد را عهده‌دار شد.
در سال ۱۹۹۷ میلادی به عنوان یکی از اعضای هیئت علمی در دانشکده عالی پلیس انگلستان که وظیفه آموزش دادن و آگاهی عملیات ویژه برای افسران عالی‌رتبه در انگلستان را بر عهده داشتند،  انتخاب شد.
در سال ۱۹۹۹ میلادی به عنوان جوانترین مقام «سرهنگ دوم» در اداره آگاهی لندن (اسکاتلند یارد) به ارتقا درجه و مقام دست یافت و سرپرست اداره پلیس در منطقه کینزینتون و چلسی لندن شد. مسئولیت عملیات مسلح، حفاظت، تعدیل و هماهنگ‌کردن از صد و چهل (۱۴۰) سفارت خانه در بخش کینزینتون را برعهده داشت.
در سال ۲۰۰۰ میلادی وزیر کشور سابق انگلستان، «جک استراو» در جمع عمومی با یک تقدیر نامه برای تلاشها، زحمات، حفاظت و دفاع ویژه از اقلیت‌های قومی در انگلستان از دیزایی ستایش و قدردانی نمود.
در آوریل ۲۰۰۴ میلادی از دانشکده عالی افسری که برای فرماندهان پلیس برقرار شده بود در رشته «مدیریت و رهبری در اداره پلیس» و اندیشه سوق‌الجیشی (وابسته به رزم آرائی) با درجه برجسته و ممتاز فارغ‌التحصیل  شد.
در سال ۲۰۰۵ میلادی به درجه «سرهنگ تمام» ارتقا مقام یافت که با ارتقا شغلی همراه بود و مسئولیت فرودگاه لندن هیترو و حومه هیترو عهده‌دار شد. این منطقه یکی از بهترین مناطق حفاظتی پلیس متروپلیتن لندن در زمینه مبارزه با جرایم، اختلالات و بی نظمی‌های اجتماعی  شد.
در سال ۲۰۰۶ میلادی تلاش و کوشش دیزایی برای پیوستگی و همبستگی اقوام مختلف بعد از حادثه بمب‌گذاری هفتم جولای در لندن، به پارلمان (مجلس) انگلستان مخابره  شد.
در سال ۲۰۰۷ میلادی به درجه «سرتیپ اول» در منطقه همراسمیت و فولهام، جایی که تمامی سازمان‌ها و اداره جات پلیس (با توجه به مسابقات فوتبال تیم‌های چلسی و فولهام) در آن متمرکز بودند، ارتقا شغلی و مقامی یافت. به عنوان فرمانده مسئول، مسئولیت حفاظت، برقراری امنیت و حفظ سلامتی هفتاد هزار نفری که در یک روز برای تماشای مسابقات فوتبال در آنجا حاضر می‌شدند را به عهده داشت. اسکاتلند یارد (اداره آگاهی لندن)، رهبری و مدیریت ایشان را در رتبه و جایگاه «برجسته، ممتاز و استثنائی» امتیازبندی کرد.
علی دیزایی یکی از اعضای اصلی و بنیانگذار «سازمان اقلیت‌های قومی و رنگین پوستان در پلیس» در سال ۲۰۰۷ بود.  وی به مقام ریاست این سازمان انتخاب شد که این سازمان در واقع نماینده پانزده هزار نفر از افسران اقلیت قومی (از جمله آسیایی، آفریقایی و مسلمان و بقیه ملیت‌ها) در انگلستان بود. با توجه به اینکه علی دیزایی همزمان یک افسر پلیس موفق و پیشرو بوده و سابقه به چالش کشیدن روزنامه‌های جناح راست در دادگاه‌ها و انتخاب شدن به عنوان نامزد فعال در مبارزه علیه نژادپرستی و تبعیض نژادی افراد غیرانگلیسی در انگلستان را در کارنامه خود دارد، باعث  شد که ایشان به کرات مورد هدف مطبوعات جانبی قرار بگیرند.
در مارچ ۲۰۰۸ میلادی به ارتقا مقام و درجه شغلی «فرماندهی کل» در اسکاتلند یارد نائل شد و مسئولیت فرماندهی پلیس برای قسمت شمال و غرب لندن، در مجموع پنجاه و دو (۵۲) کلانتری و اداره پلیس و هفت هزار (۷۰۰۰) کارمند را عهده‌دار شد.
در اوت ۲۰۰۸ میلادی جایزه و مدال ویژه در زمینه «سرویس و خدمات دهی دراز مدت و انجام مطالعات علمی، رفتار و راهنمایی خوب و بهینه»، توسط لُرد بلیر، عضو هیئت عالی‌رتبه دولت در پلیس متروپلیتن به او اهدا شد.
در سال ۲۰۱۰ میلادی اداره پلیس را به دلایل اتهاماتی که در گذشته به او زده شده بود، ترک می‌کند. دیزایی در حال حاضر به عنوان مشاور حقوقی در چندین شرکت حقوقی مشهور در انگلستان، مشغول مشاوره و راهنمایی در موارد پیچیده و رده بالا می‌باشد.
دستاوردهای ایشان به عنوان یک مسلمان-انگلیسی، او را به یک موضوع جذاب برای فیلم‌سازی و مستندسازی تبدیل کرده و مستندهای زیادی در مورد ایشان ساخته شده‌است. اخیراً در یک نظرسنجی از مهاجران خاورمیانه، نام ایشان به عنوان یکی از ده نفر موفق و حرفه‌ای در بین افراد دنیا برگزیده شد.

## عملیات هلیوس و اتهام‌های وارد شده
در سال ۲۰۰۰ میلادی، دیزایی تحت اتهاماتی همچون ارتشا، روابط نامشروع با زنان و  جاسوسی برای ایران واقع شد و تحت نظر محرمانه پلیس قرار گرفت. نیروی پلیس در مورد دیزایی تحقیقاتی را به انجام رساند.
حامیان دیزایی اعتقاد داشتند که اتهامات فوق، ریشه در باورهای برخی از افسران ارشد پلیس داشته؛ مانند جاه طلبی افراطی، انتقاد بیش از حد از پلیس (به خصوص در رابطه با نژادپرستی)، ارتباط تنگاتنگ با جامعه ایرانی، خودنمایی بیش از حد، حضور در مهمانی‌های شبانهٔ گران‌قیمت و داشتن رابطه زناشویی غیر متعهدانه که هیچ‌کدام مورد تأیید افسران دیگر قرار نمی‌گرفت.
این تحقیقات که به نام عملیات هلیوس معروف بود با هزینهٔ ۷ میلیون پوند و همکاری ۵۰ نفر از نیروهای پلیس انجام گرفت که گران‌ترین عملیات علیه یک پلیس در تاریخ سازمان کاراگاهی لندن بود.
به گزارش گاردین، نگرانی در مورد افسر علی دیزایی، دلیل اصلی اعمال فشار بر روی وی به مدت ۴ سال و یک تحقیق کشف فساد بوده‌است. وی به اتهام استفاده از مواد مخدر، فساد و تهدید امنیت ملی به حالت تعلیق درآمد اما با حکم هیت منصفه دادگاه محکوم نشد. گروه مبارزه با فساد Met با شنود تلفن‌هایش، چک کردن حساب بانکی و ردیابی وی، او را بارها در معرض آزمایش قرار دادند که قبول شد. دلیل کلیدی اتهام به او ادعای MI5 در خصوص نفوذ وی در دولت ایران بود.
دیزایی در روز ۱۸ ژانویه ۲۰۰۱ میلادی از سمت خود به حالت تعلیق درآمد. وی همچنین مشهور به نقض قوانین خشک یونیفورم پلیس انگلستان بود چرا که اغلب به هنگام خدمت از کمربندها، کفشها و عینکهای گرانقیمت و شیک استفاده می‌کرد و به خوش تیپ‌ترین پلیس معروف شده بود و مورد حسادت همکاران انگلیسی تبارش قرار می‌گرفت.
دادگاه در روز ۱۵ سپتامبر ۲۰۰۳ میلادی دیزایی را تبرئه  کرد و پلیس متروپلیتن مجبور به عذرخواهی از علی دیزایی شد. انجمن ملی پلیس‌های جوامع اقلیت که دیزایی در آن زمان رئیس آن بود (که قبلاً نیز نایب رئیس و مشاور قانونی بوده)، دستور پرس و جوی مستقل در تحقیقات MPS را صادر کرد. با پرس و جوی موریس، به ریاست لرد موریس به این نتیجه رسیدند که این تحقیقات بدون اساس بوده و نژاد ایرانی دیزایی در طرز اجرای تحقیقات تأثیر داشته‌است.
دیزایی در مورد تبعیض نژادی در طرز اجرای تحقیقات MPS اعتراض کرد و در سال ۲۰۰۳ پس از این که MPS مبلغ ۸۰۰۰۰ پوند به او پرداخت کرده و اتهامات از او پس گرفته شد و او را مجدداً منصوب کردند.
در می سال ۲۰۰۴ میلادی، دیزایی به افسر ارشدی (Chief Superintendent) ترفیع پیدا کرد و فرمانده منطقهٔ Hounslow و سپس فرمانده منطقهٔ Hammersmith and Fulham شد. در سال ۲۰۰۶ میلادی، به خاطر انتقاد او در مورد حمله Forest Gate و از مأموران امنیتی هواپیما به سرتیترهای روزنامه‌ها بازگشت. در دسامبر سال ۲۰۰۶ میلادی، آشکار شده بود که در عملیات هلیوس، MPS بیش از ۳۵۰۰ تماس تلفنی شخصی دیزایی را کنترل کرده بود.
بین سال‌های ۲۰۰۰–۲۰۰۱ میلادی، آقای Andy Hayman (دستیار کمیسر پیشین پلیس متروپلیتن) برای عملیات هلیوس اجازه این را داده بود که تماس‌های تلفنی دیزایی دریافت و بازنویسی شوند. در سال ۲۰۰۶ میلادی، هیئت حل اختلاف (Investigatory Powers Tribunal) حکم دادند که ۳۵۰۰ تماس تلفنی به‌طور غیرقانونی دریافت شده‌است و در نهایت کمیسر Ian Blair عذرخواهی کرد و در ۲۰ می ۲۰۱۱ میلادی، دیزایی خبردار شد که احتمالاً روزنامه News of the World تلفن او را هک کرده‌است.
دیزایی تنها پلیسی بود که News of the World تلفن او را هک کرده بود. آن زمان که تلفنش را هک کرده بودند، فرمانده در حال خدمت برای MPS بود. در حین تحقیقات Leveson، آقای Dick Fedorcio که سرپرست امور عمومی سازمان کاراگاهی وقت بود، اعتراف کرد که به خبرنگار News of the World یعنی خانم Lucy Panton، اجازه داد تا از رایانه و دفتر او برای نوشتن داستانی حساس در مورد دیزایی استفاده کند. در این تحقیقات نیز متوجه شدند که Panton از ایمیل Fedorcio نیز استفاده کرد تا داستان را به دفترشان بفرستد. در ایمیل نوشته بود که نمی‌تواند ایمیل را حذف کند و می‌گوید که «بهتر است مردم ندانند» که از کامپیوتر Fedorcio استفاده کرده‌است.
طی برنامه مستندی که شبکه ۴ انگلستان به اسم دیدار در دادگاه ساخت، دروغگویی روزنامه‌ها افشا شد.
در ماه ژوئیه سال ۲۰۰۸ میلادی پلیس متروپلیتن لندن فرمانده علی دیزایی را به عدم پیروی از قوانین و سیاست‌ها در ارتباط با استفاده از کارت اعتباری خود به نام «آمکس» متهم کرد. برخی مقامات پلیس متروپلیتن به دیزایی اتهام زده بودند که وی بدهی‌های خود را پرداخت نکرده و نتوانسته برای خریدهایی که انجام داده‌است رسید نشان دهد.
در سال ۲۰۰۸ میلادی، دیزایی شکایت علیه Catherine Crawford (مدیر اجرای پلیس متروپولیتان) و Sir Paul Stephenson و … را آغاز کرد. او مدعی بود که آن‌ها مخصوصاً او را به علت انتقاد بی پرده از رفتارهای نژادپرستانهٔ آن‌ها و به دلیل حمایت از دستیار کمیسر Tarique Ghaffur در ادعای تبعیض نژادی که او علیه Paul Stephenson و Ian Blair مطرح کرده، هدف گذاری کرده بودند.
دیزایی علاوه بر اینکه اقدامات تبعیض آمیز فرماندهان پلیس لندن را در دادگاه به چالش کشید و پیروز شد، از شکایت طارق غفور یک افسر ارشد مسلمان مخالف تبعیض نژادی علیه فرمانده پلیس متروپلیتن نیز حمایت کرده بود.

## محکومیت دیزایی
جوانی عرب به نام «وعد البغدادی» قبلاً در ملاقاتی به افسر ایرانی پیشنهاد داده بود که برای وی کار طراحی انجام دهد، اما دیزایی از پاسخ به تماس‌های وی خودداری کرده و از این رو جوان عرب خشمگین شده و مقابل رستوران به افسر ایرانی حمله می‌کند.
درگیری و دستگیری واعد بغدادی که هنگام خروج دیزایی از رستوران ایرانی یاس در لندن صورت گرفته بود (ظاهراً به علت عدم پرداخت دستمزد طراحی وبسایت توسط دیزایی) به دادگاه کشیده شد. دادگاهی در لندن روز دوشنبه (۸ فوریه ۲۰۰۹)، آقای دیزایی را در ارتباط با درگیری، بازداشت و تلاش برای پاپوش درست کردن برای «واعد بغدادی» گناهکار شناخته و به چهار سال زندان محکوم کرد که دو سال آن را در زندان خواهد گذراند و دو سال دیگر را آزاد ولی تحت نظر وزارت کشور بریتانیا خواهد بود.
گفته می‌شود دیزایی قبل از این محکومیت شانس سرپرستی پلیس لندن (به عنوان اولین غیر سفیدپوست) را داشت اما اکنون این شانس وجود ندارد. بسیاری از محللین پیگرد ۱۰ ساله دیزایی را توسط پلیس و قوه قضائیه انگلیس نژادپرستانه می‌دانند چرا که وی از تحصیل کرده‌ترین ، خوش خدمت‌ترین و خوش سابقه‌ترین افسران پلیس می‌باشد.
علی دیزایی همواره اتهامات مطرح شده علیه خود را رد کرده و تأکید نموده بود که این اتهامات به دلیل مبارزات مستمر وی علیه نژادپرستی در پلیس انگلیس، ساخته و پرداخته شده‌است. آقای دیزایی در شکایت خود به دادگاه تجدیدنظر لندن با مدارک مستند نشان داد که «وعد البغدادی» فردی کلاهبردار و دروغگو است که ده‌ها هزار پوند نیز از سازمان‌های دولتی انگلیس تحت عنوان مستمری و کمک هزینه نگهداری از پدر پیرش کلاهبرداری کرده‌است. در جلسه دادگاه تجدید نظر مدارکی توسط همسر آقای دیزایی، شهامه دیزایی ارائه شد که نشان می‌داد آقای البغدادی در واقع فردی متولد ایران است که در جلسه دادگاه نیز شهادت دروغ علیه آقای دیزایی داده‌است. همچنین پدر وی سال‌ها قبل مرده بود ولی وی باز هم مستمری و کمک هزینه دولتی به نام او دریافت می‌کرد. در نهایت علی دیزایی در دادگاه تجدید نظر تبرئه شد و البغدادی پس از پیگیری‌های همسر آقای دیزایی توسط پلیس بازداشت شد که بعداً به قید وثیقه آزاد گردید تا در آینده محاکمه شود.
مصاحبه واعد البغدادی با بی‌بی‌سی اطلاعات بیشتری در مورد این پرونده و اینکه دولت انگلستان از او علیه دیزایی استفاده کرده‌است، نشان می‌دهد.

## امور خیریه
علی دیزایی از جنجالی‌ترین ایرانیان و افسران پلیس در انگلیس می‌باشد. وی در جامعه ایرانیان دست به اقدامات خیرخواهانه ای زده‌است. در سال ۲۰۰۸ به همراه داریوش اقبالی، خواننده معروف و جمعی دیگر از متخصصان در سمیناری به همت بنیاد آینه و برای حل مسئله اعتیاد شرکت کرد.